# Sender Kassel (Tannenwäldchen)
Der Sender Kassel-Tannenwäldchen ist eine Sendeanlage der Deutschen Telekom für UKW-Rundfunk im Stadtteil Vorderer Westen der nordhessischen Großstadt Kassel.

## Geographische Lage
Der Sender Kassel-Tannenwäldchen liegt im Nordteil des Kasseler Stadtteils Vorderer Westen auf den gipfelnahen Hochlagen des Tannenwäldchens. Er befindet sich auf 208 m ü. NHN nördlich der Kölnischen Straße, westlich der Lenoirstraße und etwas südlich der Tannenstraße, die entlang dem steilen Nordhang des Tannenwäldchens verläuft und dort auf einer Brücke über zahlreiche Gleise des Kasseler Hauptbahnhofs führt. Teil des Geländes ist ein Wasserbehälter.

## Sendeanlage
Obwohl die Sendeanlage nur für UKW-Hörfunksender kleiner Leistung genutzt wird, verfügte sie kurzzeitig über drei Antennenträger, bestehend aus zwei freistehenden Stahlfachwerktürmen sowie einem Fertigbetonmast. Mittlerweile steht nur noch der Stahlbetonmast, der Anfang der 2000er Jahre errichtet wurde und die Stahlfachwerktürme ersetzt. Während von dort, bis auf den Deutschlandfunk (DLF), nur Privatsender abgestrahlt werden, befindet sich noch beim hr-Studio Kassel im Stadtteil Bad Wilhelmshöhe ein Kleinleistungssender für die Programme des Hessischen Rundfunks. Von dort werden die Programme hr1, hr2-kultur, hr-iNFO, und das Jugendradio You FM gesendet.

## Frequenzen und Programme

### Analoges Radio (UKW)
Beim Antennendiagramm sind im Falle gerichteter Strahlung die Hauptstrahlrichtungen in Grad angegeben.
| Frequenz (MHz) | Programm                                     | RDS PS   | RDS PI | Regionalisierung | ERP (kW) | Antennendiagramm rund (ND)/gerichtet (D) | Polarisation horizontal (H)/vertikal (V) |
| -------------- | -------------------------------------------- | -------- | ------ | ---------------- | -------- | ---------------------------------------- | ---------------------------------------- |
| 91,7           | Radio Teddy                                  | TEDDY___ | 1B2E   | –                | 0,2      | D (150°-100°)                            | H                                        |
| 92,7           | Deutschlandfunk                              | __Dlf___ | D210   | –                | 0,1      | D (20°-320°)                             | H                                        |
| 96,6           | harmony.fm                                   | harmony_ | 1364   | –                | 0,32     | D (230°-20°, 50°-60°, 110°-170°)         | H                                        |
| 99,4           | Radio BOB! Hessen Rock’n Pop                 | RADIOBOB | D46A   | –                | 0,5      | D (70°-110°, 150°-250°, 290°-20°)        | H                                        |
| 104,1          | Rock Antenne                                 | ROCK_ANT | D319   | –                | 0,5      | D (10°-20°, 50°-110°, 140°-260°)         | H                                        |
| 104,6          | Planet Radio                                 | _planet_ | D369   | –                | 0,5      | D (330°-290°)                            | H                                        |
| 105,8          | Freies Radio Kassel                          | __FRK___ | 1B6C   | –                | 0,5      | D (120°-70°)                             | H                                        |
| 88,9           | ursprünglich geplant für Freies Radio Kassel |          |        | –                | 0,32     | D (80°-30°)                              | H                                        |

Mit einer Inbetriebnahme der Frequenz (88,9 MHz) ist nicht zu rechnen, da Ende der 1990er Jahre diese Frequenz bereits für das Freie Radio Kassel vergeben und in Betrieb genommen wurde. Es gab jedoch starke Störungen durch die vom Sender Brocken mit einer Leistung von 60 kW abgestrahlten Frequenz von 89,0 MHz, so dass das Programm auf 105,8 MHz aufgeschaltet wurde.

### Ehemaliges Analoges Fernsehen (PAL)
Früher wurden hier auch private Fernsehprogramme verbreitet.
| Kanal | Frequenz (MHz) | Programm  | ERP (kW) | Sendediagramm rund (ND)/ gerichtet (D) | Polarisation horizontal (H)/ vertikal (V) |
| ----- | -------------- | --------- | -------- | -------------------------------------- | ----------------------------------------- |
| 52    | 719,25         | RTL II    | 1        | ND                                     | H                                         |
| 58    | 767,25         | VOX       | 1        | ND                                     | H                                         |
| 60    | 783,25         | ProSieben | 1        | ND                                     | H                                         |

Die Hauptversorgung mit den öffentlich-rechtlichen Fernseh- und Radioprogrammen kommt für Kassel vom Fernmeldeturm Habichtswald auf dem Essigberg. Von dort kommt auch der hessische Privatsender Hit Radio FFH. Da der Fernmeldeturm jedoch geografisch hinter der Wilhelmshöhe steht, ist er im westlichen Stadtgebiet z. T. abgeschattet, so das Kassel zusätzlich vom Hohen Meißner versorgt wird. Beide Standorte sind im Falle von DVB-T, dem digitalen terrestrischen Fernsehen in einem Gleichfrequenznetzwerk (SFN) zusammengeschaltet.